# John Tshibumbu
John Lungeny Tshibumbu, né le 6 janvier 1989 à Kinshasa (Zaïre), est un footballeur international congolais évoluant au poste d'attaquant.

## Biographie
John Tshibumbu est formé à l'AS Cannes où il évolue avec l'équipe première entre 2007 et 2010 dans le championnat National.
En 2010, il signe au Royal Charleroi Sporting Club qui évolue en championnat de Belgique de première division. Il y joue 4 matchs avec l'équipe première et est prêté au club de deuxième division de l'AFC Tubize en janvier 2011. Jouant assez régulièrement, il est à nouveau prêté à ce même club une saison supplémentaire en 2011-2012. Il réalise une saison pleine avec 8 buts pour 29 match de championnat.
Il se retrouve cependant sans club durant une saison, malgré notamment un essai au FC Rouen en juillet 2012.
En juillet 2013, il signe au Gazélec Ajaccio. Il participe à la bonne saison du club qui se promeut de National en Ligue 2. Le 15 mai 2015 , il inscrit un doublé contre Niort et offre la montée en Ligue 1 au Gazélec qui gagne 3 buts à 2 au stade Ange-Casanova.

## Statistiques
| Saison                | Club                  | Championnat           | Championnat | Championnat | Coupe nationale | Coupe nationale | Coupe de la Ligue | Coupe de la Ligue | Total | Total |
| Saison                | Club                  | Division              | M.          | B.          | M.              | B.              | M.                | B.                | M.    | B.    |
| 2007-2008             | AS Cannes             | National              | 1           | 0           | -               | -               | -                 | -                 | 1     | 0     |
| 2008-2009             | AS Cannes             | National              | 28          | 9           | 3               | 1               | -                 | -                 | 31    | 10    |
| 2009-2010             | AS Cannes             | National              | 21          | 2           | 5               | 3               | -                 | -                 | 26    | 5     |
| Sous-total            | Sous-total            | Sous-total            | 50          | 11          | 8               | 4               | -                 | -                 | 58    | 15    |
| 2010-2011             | Sporting Charleroi    | Jupiler Pro League    | 4           | 0           | -               | -               | -                 | -                 | 4     | 0     |
| 2010-2011             | AFC Tubize (prêt)     | Division II           | 11          | 3           | -               | -               | -                 | -                 | 11    | 3     |
| 2011-2012             | AFC Tubize (prêt)     | Division II           | 29          | 8           | 1               | 0               | -                 | -                 | 30    | 8     |
| Sous-total            | Sous-total            | Sous-total            | 44          | 11          | 1               | 0               | -                 | -                 | 45    | 11    |
| 2013-2014             | GFC Ajaccio           | National              | 23          | 6           | 1               | 0               | 1                 | 0                 | 25    | 6     |
| 2014-2015             | GFC Ajaccio           | Ligue 2               | 30          | 5           | 1               | 0               | 1                 | 0                 | 32    | 5     |
| 2015-2016             | GFC Ajaccio           | Ligue 1               | 23          | 3           | 1               | 0               | 1                 | 0                 | 25    | 3     |
| 2016-2017             | GFC Ajaccio           | Ligue 2               | 26          | 6           | 3               | 0               | 1                 | 0                 | 30    | 6     |
| Sous-total            | Sous-total            | Sous-total            | 102         | 20          | 6               | 0               | 4                 | 0                 | 112   | 20    |
| 2017-2018             | Tours FC              | Ligue 2               | 5           | 1           | -               | -               | -                 | -                 | 5     | 1     |
| Sous-total            | Sous-total            | Sous-total            | 5           | 1           | -               | -               | -                 | -                 | 5     | 1     |
| Total sur la carrière | Total sur la carrière | Total sur la carrière | 201         | 43          | 15              | 4               | 4                 | 0                 | 220   | 47    |